# Hans Sennholz
Hans Sennholz (1922 - 2007) fue un economista de la Escuela austríaca que estudió bajo la dirección de Ludwig von Mises. 
Nació en Alemania durante la hiperinflación de la República de Weimar, en la Segunda Guerra Mundial luchó como piloto de la Luftwaffe con acciones bélicas en Francia, Rusia y África, por lo que fue condecorado. Fue derribado por los Aliados en Egipto y conducido a campos de prisioneros de Nueva Zelanda y Estados Unidos, donde pasó el resto de la guerra. Finalizada la guerra estudió en Alemania obteniendo la maestría en leyes en la Universidad de Marburg en 1948 y el doctorado en la Universidad de Colonia en 1949. Después de trabajar como abogado, emigró a Estados Unidos donde obtuvo el doctorado en economía en 1955, en la Universidad de Nueva York bajo la dirección de Ludwig von Mises. Sennholz  fue profesor de economía en Grove City College de 1956 a 1992. Después de retirarse de la docencia, Sennholz fue presidente de la Fundación para la Educación Económica en Irvington, New York, de 1992 a 1997.
El economista de la escuela austriaca Joseph Salerno, del Instituto Mises, atribuye el que Sennholz sea un miembro subestimado de la escuela austriaca a que «escribe con tanta claridad sobre una amplia gama de temas que se encuentra en peligro de sufrir la misma suerte que Say y Bastiat» —pues como Joseph Schumpeter señaló, «estos dos brillantes economistas del siglo XIX francés, que también eran maestros de retórica económica, escribieron con tanta claridad y estilo que su trabajo fue mal juzgado por sus inferiores británicos como "simple" y "superficial"». El candidato presidencial Ron Paul acredita su interés en la economía a la reunión Sennholz y llegar a conocerlo bien. Peter Boettke, Director Adjunto del Centro James M. Buchanan de Economía Política en la Universidad George Mason, aprendió economía siendo estudiante de Sennholz en el Grove City College.

## Obras publicadas
- Sennholz, Hans F. (1955). How Can Europe Survive (en inglés). Toronto: D. Van Nostrand.
- Sennholz, Hans F. (1969). «The Great Depression». The Freeman (en inglés) 19 (10): 585-596.
- Sennholz, Hans F. (1975). Gold Is Money (en inglés). Westport: Greenwood Press.
- Sennholz, Hans F. (1979). Age of Inflation (en inglés). Belmont: Western Islands.
- Sennholz, Hans F. (1981). «Tensions in Poland». The Freeman (en inglés) 31 (5): 259-271.
- Sennholz, Hans F. (1983). Tiempos de inflación. Buenos Aires: Centro de Estudios sobre la Libertad.
- Sennholz, Hans F. (1985). Money and Freedom (en inglés). Spring Mills: Libertarian Press.
- Sennholz, Hans F. (1987). The Politics of Unemployment (en inglés). Spring Mills: Libertarian Press.
- Sennholz, Hans F. (2006). Age of Inflation Continued (en inglés).